# Paedophryne kathismaphlox
Paedophryne kathismaphlox (лат.) — вид мелких лягушек из семейства узкоротов, или микроквакш (Microhylidae). Эндемики Папуа — Новой Гвинеи. Вместе с видом Paedophryne dekot Kraus, 2011 являются одними из самых маленьких в мире представителей четвероногих животных (наземных позвоночных).

## Описание

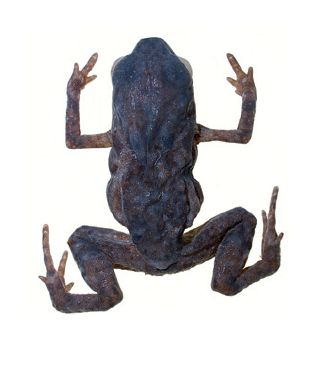
Вид сверху (Paedophryne kathismaphlox)

Длина самок составляет 10,4—10,9 мм. Самцы мельче: 10,1 мм. Окраска спины однородная, коричневая, с мелкой темно-коричневой пятнистостью. Брюшная поверхность светлее. В задней части тела (около ануса) есть оранжевый участок, контрастирующий с основной буроватой окраской тела. Ноги сравнительно короткие: отношение длины голени (от пятки до изгиба у места прикрепления к бедру) и тела (TL/SV) = 0,35—0,39. Формула фаланг пальцев: 1-2-3-2 (передние конечности) и 1-2-3-4-1 (задние конечности).

## Распространение
Папуа — Новая Гвинея: северо-западный склон горы Mt. Simpson, 10,03157°S, 149,57667°E, высота 2170 м (Milne Bay Province).

## Этимология
Новый вид был описан Фредом Крауссом (Fred Kraus) из Музея Бернис Бишоп в Гонолулу (Гавайи, США). Видовое название «kathismaphlox» связано с окраской задней части тела лягушки и составлено на основе двух слов греческого происхождения: «kathisma» (зад, крестец) и «phlox» (пламя).